# Banca centrale di Timor Est
La banca centrale di Timor Est è la banca centrale dello stato asiatico di Timor Est. La BCTL è stata formalmente istituita il 13 settembre 2011 a Dili nella capitale dello stato asiatico, in sostituzione dell'Autorità Bancaria e dei Pagamenti di Timor Est (BPA) e dell'Ufficio Centrale dei Pagamenti. È responsabile della politica monetaria. La banca ha le seguenti funzioni:
- condurre politiche volte a mantenere la stabilità dei prezzi interni
- promuovere la liquidità e la solvibilità di un sistema bancario e finanziario stabile e basato sul mercato
- fornire la politica valutaria
- promuovere un sistema di pagamento sicuro, solido ed efficiente
- sostenere le politiche economiche generali del governo.